# Joan Baptista Pons i Trabal

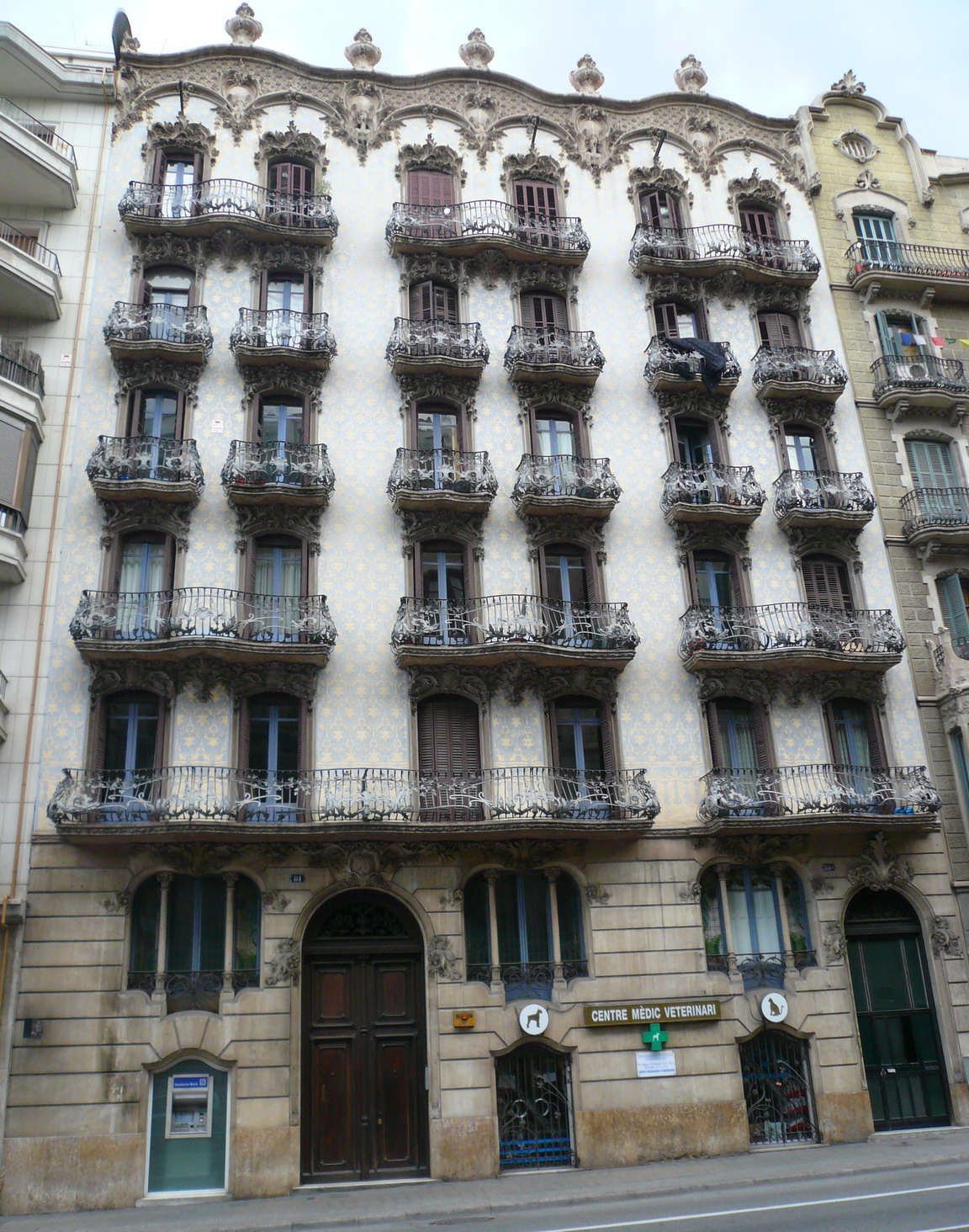
Casa Pons i Trabal al carrer de Balmes de Barcelona

Joan Baptista Pons i Trabal   (Barcelona, 30 de juliol de 1855 - Barcelona, 24 d'octubre de 1927) fou un arquitecte barceloní d'estil eclèctic influït pel modernisme.

## Biografia
Fill d'Antoni Pons i Roura, paleta nascut a Barcelona, i de Antònia Trabal i Sau, nascuda a Taradell. Casat amb Leonor Domínguez i Viadera, foren pares de Antoni Pons i Domínguez, també arquitecte.
Estudià a Barcelona entre els anys 1872 i 1879, i es titulà en arquitectura a l'any següent. Fou arquitecte municipal a Barcelona, la Garriga i, fins al 1898, a Badalona. També exercí de catedràtic de fusteria a l'Escola de Belles Arts.
Va ser l'autor d'un projecte d'urbanització de la plaça de Catalunya (1888). També redactà el 1888 un projecte per a l'edifici del col·legi de les Teresianes i en començà les obres, però quan ja havia construït un metre de mur, el promotor Enric d'Ossó decidí passar l'encàrrec a Antoni Gaudí. A partir del 1895, i durant un curt període, en el despatx d'arquitectes d'en Pons i Trabal hi treballà un joveníssim Domènec Sugrañes i Gras, arquitecte posteriorment molt relacionat amb Gaudí.
Pons i Trabal realitzà obres a:
- Barcelona, on Pons i Trabal va fer les cases Pia Batlló (1892, c/Consell de Cent 305), Valentí Puigbó (1892, c/Atlàntida 63[3]), Boera (1893, c/València 265), Peyra (1893, c/Mallorca 285), Dotres (1894 c/Mallorca 292), Vives (1894, Nou de la Rambla amb Piquer), Pons Trabal (1908, c/Balmes 81[4]), i el panteó Cros del cementiri de Sant Gervasi (1894)
- Badalona. El 1895 va fer la proposta d'eixample que seria la base de la trama urbana de la població.[5] Pons també feu el monument a Vicenç Roca i Pi (1894, a la Rambla[6]), l'edifici del Cor de Marina (1896, Rambla 11[7]) i Ca l'Escanyaralets (1897, Rambla 5[8]), entre d'altres.
- L'Arboç, on ´projectà la Torre de Bellesguard (1889).[9]